# Trysils kommun
Den här artikeln handlar om Trysils kommun. För information om Trysil som vintersportort se Trysilfjellet.
Trysils kommun (norska: Trysil kommune) är en kommun i Innlandet fylke i östra Norge. Kommunen gränsar till kommunerna  Våler, Elverum, Åmot, Rendalen och Engerdal i Norge samt Älvdalen, Malung-Sälen och Torsby i Sverige. Östra delen av kommunen gränsar till Dalarnas län, medan södra delen gränsar till Värmlands län. Kommunens centralort är tätorten Innbygda.
Turism, särskilt vinterturism, jord- och skogsbruk inklusive träindustri är de viktigaste näringsgrenarna och kommunen har flera träindustrier. Trysilälven var en av de sista älvarna i Norge med timmerflottning. Flottningen upphörde 1991. Trysil är också Norges största älgkommun med 1 050 skjutna älgar 2004.

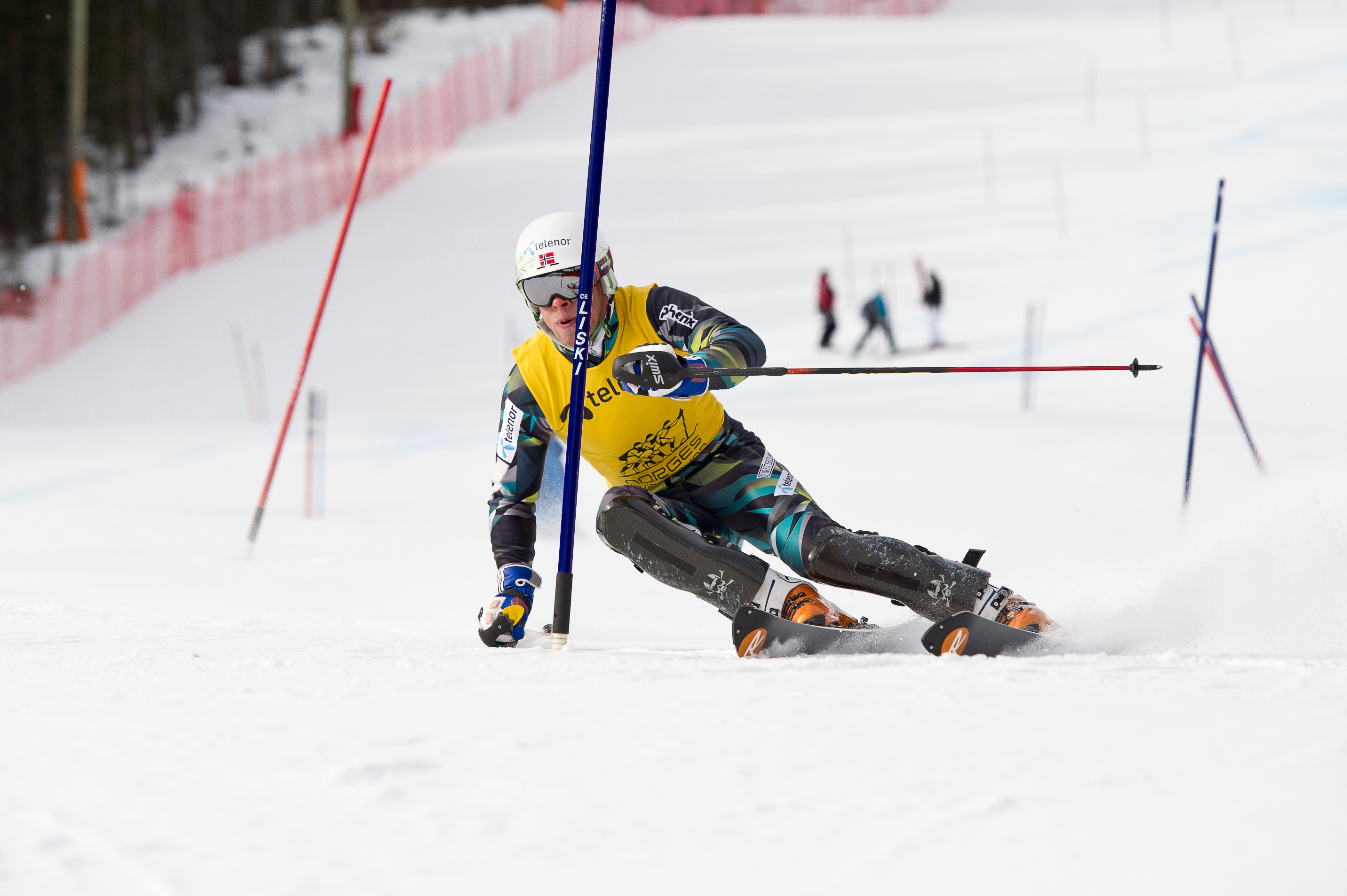
Trysil är känt för sin alpinanläggning. Här kör Lars Elton Myhre slalom vid norska mästerskapen i Trysil 2011.

Den ökande vinterturismen har blivit allt viktigare för kommunen och cirka 70% anges vara utländska gäster, särskilt svenskar. Trysils kommun har Norges största skidanläggning, Trysilfjellet. Anläggningen som från starten var ett andelsbolag ägt av de norska grundarna såldes 2005 till det svenska företaget Skistar. Köpet granskades av det norska Konkurransetilsynet som godkände köpet i november 2005.
Trysils kommun är känd för sina författare och skidlöpare. Idrottsföreningen Trysilgutten, bildad 1861, är världens äldsta skidklubb. Världens första officiella, civila skidtävling arrangerades här år 1855.
Tätorten Nybergsund bombades av tyskt flyg under anfallet mot Norge den 11 april 1940. Kung Haakon VII, kronprins Olav och den norska regeringen befann sig då i den lilla tätorten. Vid Nybergsunds mejeri tillverkas pultost.

## Administrativ historik
Trysils kommun bildades på 1830-talet samtidigt med flertalet andra norska kommuner. 1880 överfördes ett område med 302 invånare till Åmots kommun. Trysils kommun var en av fyra kommuner som överlät områden till Engerdals kommun när denna bildades 1911.

## Tätorter
I Trysils kommun finns två tätorter:
- Innbygda (centralort)
- Nybergsund

Orten Østby har tidigare räknats som en tätort men uppfyller inte längre kriterierna.

## Socknar
Inom Norska kyrkan är Trysils kommun indelad i sju socknar:
- Ljørdalens socken
- Nordre Trysils socken
- Søre Osens socken
- Søre Trysils socken
- Trysils socken
- Tørbergets socken
- Østby socken

Socknarna ingår i Sør-Østerdals prosteri i Hamars stift.